# 大和久守正
大和久 守正（おおわく もりまさ、1929年2月25日 - ）は、日本の脚本家である。1962年（昭和37年） - 1968年（昭和43年）の時期に連続テレビ映画『特別機動捜査隊』の各話を数多く執筆し、劇場用映画においては、高倉健が主演した『昭和残侠伝 死んで貰います』（1970年）あるいは『新網走番外地 吹雪の大脱走』（1971年）の脚本家として知られる。
Smartザテレビジョン、allcinema等での読み「やまと くままさ」、テレビドラマデータベースで併記される「大和守久正」は、いずれも誤りである。

## 人物・来歴
1929年（昭和4年）2月25日、東京府東京市本所区（現在の東京都墨田区）に生まれる。「大和久」姓は江東区大島の大和久煉炭工業（現在のシャイニングサービス）創業者・大和久十郎、元墨田区議会議員・大和久常雄ら、同地区にみられる姓である。
明治大学に進学、第二次世界大戦後の1953年（昭和28年）3月、同大文芸科を卒業する。松浦健郎（1920年 - 1987年）に師事、宝塚映画製作所が製作した嵐寛寿郎の主演作『疾風!鞍馬天狗』（監督並木鏡太郎）の脚本を松浦と共同執筆し、同作が1956年（昭和31年）6月8日に公開されて脚本家としてデビューした。今村文人（1935年 - 2000年）の回想によれば、今村が松浦に入門したころには、兄弟子として大和久のほか石郷岡豪、佐藤道雄、松原佳成、山崎巌（1929年 - 1997年）がおり、今村のすぐ後には安藤豊弘（1935年 - ）、雪室俊一（1941年 - ）らが入門してきており「まるで合宿所」であったという。
1957年（昭和32年）4月16日公開の東映東京撮影所製作、『大学の石松 女群突破』（監督小石栄一、主演高倉健）、1958年（昭和33年）5月20日公開の東映京都撮影所製作、『伊那の勘太郎』（監督小沢茂弘、主演東千代之介）までは、松浦との共同執筆であったが、同年10月2日に放映されたテレビ映画『盲目の弟』（主演鶴田浩二）、同年11月5日に公開された劇場用映画『捨てうり勘兵衛』（監督マキノ雅弘）で一本立ちした。当時満29歳であった。以降、東映京都撮影所で脚本家として活動する。1962年（昭和37年）7月11日に放映された『特別機動捜査隊』第38回『欲望の海』（監督不明）で初めて『特別機動捜査隊』の脚本を執筆、以降、1968年（昭和43年）6月12日放映の第346回『若者の橋』（監督不明）までの総計36作を執筆した。1966年（昭和41年）に発行された『放送作家年鑑1966』（日本放送作家協会、編集人大垣肇、発行人阿木翁助）や同じく『演劇年鑑1966』には、江東区大島の住所が書かれており、同地で居を構えた。当時は日本放送作家協会の会員であった。
1970年（昭和45年）4月10日に公開された『新兄弟仁義』（監督佐伯清、主演北島三郎）の脚本を手がけて劇場用映画に復帰、『遊侠列伝』（監督小沢茂弘、主演高倉健）、『博徒仁義 盃』（監督佐伯清、主演菅原文太）、『昭和残侠伝 死んで貰います』（監督マキノ雅弘、主演高倉健）、翌1971年（昭和46年）に入って『現代やくざ 盃返します』（監督佐伯清、主演菅原文太）、『新網走番外地 吹雪の大脱走』（監督降旗康男、主演高倉健）と、大和久の代表作となる作品を連打する。同年12月29日に公開された『新網走番外地 吹雪の大脱走』が最後の劇場用映画になり、1972年（昭和47年）以降はテレビ映画に戻った。1974年（昭和49年）7月27日に放映された『大江戸捜査網』第149回『消えた死美人』（監督江崎実生）を五条貴士（1929年 - ）とともに執筆し、脚本としてクレジットされた。以降の作品歴は不明である。当時、満45歳であった。
満72歳を迎えた2001年（平成23年）10月に発行された『著作権台帳第26版』（日本著作権協議会）には、墨田区本所の住所が記されていたが、以降の消息は不明である。日本放送作家協会、日本シナリオ作家協会、日本脚本家連盟、いずれの会員一覧にも、2014年（平成26年）現在、大和久についての記述はない。存命であれば同年には満85歳になる。

## フィルモグラフィ

『疾風!鞍馬天狗』（監督並木鏡太郎、1956年6月8日公開）公開時のポスター広告。

『捨てうり勘兵衛』（監督マキノ雅弘、1958年11月5日公開）公開時のポスター広告。

『いろは若衆 ふり袖ざくら』（監督佐々木康、1959年1月9日公開）公開時のポスター広告。

特筆以外すべてのクレジットは「脚本」である。東京国立近代美術館フィルムセンター（NFC）等の所蔵・現存状況についても記す。

### 1950年代
- 『疾風!鞍馬天狗』 : 製作竹井諒・渾大坊五郎、監督並木鏡太郎、原作大佛次郎、主演嵐寛寿郎、製作宝塚映画製作所、配給東宝、1956年6月8日公開 - 松浦健郎とともに脚本、88分の原版が現存・2008年東宝がDVD発売[5][10]

- 『大学の石松 女群突破』 : 企画光川仁朗、監督小石栄一、原作宮本幹也、主演高倉健、製作東映東京撮影所、配給東映、1957年4月16日公開 - 松浦健郎とともに脚本、70分の原版が現存・東映チャンネルが放映[30]
- 『伊那の勘太郎』 : 企画辻野公晴・神戸由美、監督小沢茂弘、原作八住利雄・三村伸太郎、主演東千代之介、製作東映京都撮影所、配給東映、1958年5月20日公開 - 松浦健郎とともに脚本、87分の原版が現存・東映チャンネルが放映[31]
- 『盲目の弟』 : 監督不明、原作山本有三、主演鶴田浩二、製作日本テレビ放送網、1958年10月2日放映（テレビ映画・鶴田浩二アワー）
- 『捨てうり勘兵衛』 : 企画中村有隣、監督マキノ雅弘、原作村上浪六、主演大友柳太朗、製作東映京都撮影所、配給東映、1958年11月5日公開 - 脚本、94分の上映用プリントをNFCが所蔵[7]
- 『金獅子紋ゆくところ 黄金蜘蛛』 : 企画辻野公晴・神戸由美、監督伊賀山正光、原作近藤竜太郎、主演里見浩太郎、製作東映京都撮影所、配給東映、1958年12月2日公開
- 『金獅子紋ゆくところ 魔境の秘密』 : 企画辻野公晴・神戸由美、監督伊賀山正光、原作近藤竜太郎、主演里見浩太郎、製作東映京都撮影所、配給東映、1958年12月15日公開
- 『唄祭り かんざし纏』 : 企画辻野公晴・神戸由美、監督深田金之助、主演東千代之介、製作東映京都撮影所、配給東映、1958年12月27日公開 - 脚本、77分の原版が現存・東映チャンネルが放映[32]
- 『婦系図』 : 監督津田昭、原作泉鏡花、主演鶴田浩二、製作日本テレビ放送網、1959年1月8日 - 同年1月29日放映（連続テレビ映画・鶴田浩二アワー）
- 『いろは若衆 ふり袖ざくら』 : 企画辻野公晴・神戸由美、監督佐々木康、原作小川正、主演美空ひばり、製作東映京都撮影所、配給東映、1959年1月9日公開 - 加藤泰とともに脚本、71分の原版が現存・東映チャンネルが放映[33]
- 『ゆうれい小判』 : 企画辻野公晴・橋本慶一、監督秋元隆太、主演里見浩太郎、製作東映京都撮影所、配給東映、1959年4月15日公開
- 『紅だすき喧嘩状』 : 企画辻野公晴・神戸由美、監督河野寿一、主演東千代之介、製作東映京都撮影所、配給東映、1959年4月15日公開 - 脚本、74分の原版が現存・東映チャンネルが放映[34]
- 『姫君一刀流』 : 企画辻野公晴・神戸由美、監督隅田朝二、原作小川正、主演大川恵子、製作東映京都撮影所、配給東映、1959年6月16日公開 - 脚本、61分の原版が現存・東映チャンネルが放映[35]
- 『恋愛作法』第5回『初恋』 : 監督不明、原作吉行淳之介、主演伊藤雄之助、製作日本テレビ放送網、1959年8月1日放映（テレビ映画・日産劇場）

### 1960年代
- 『明治一代女』 : 監督津田昭、原作川口松太郎、主演宮城千賀子、製作日本テレビ放送網、1960年1月9日 - 同30日放映（連続テレビ映画・日産劇場）
- 『かげろう絵図』 : 監督不明、原作松本清張、主演坂東吉弥、製作日本テレビ放送網、1960年2月3日 - 同年4月27日放映（連続テレビ映画）
- 『波止場野郎』 : 企画秋田亨、監督小石栄一、主演小野透、製作東映東京撮影所、配給第二東映、1960年4月26日公開
- 『さいころ無宿』 : 企画神戸由美、監督内出好吉、原作陣出達朗、主演里見浩太郎、製作東映京都撮影所、配給東映、1960年5月10日公開 - 脚本、56分の原版が現存・東映チャンネルが放映[36]
- 『吠えろ岸壁』（『吠える岸壁』[15]） : 企画秋田亨、監督若林栄二郎、主演江原真二郎、製作東映東京撮影所、配給東映、1960年7月6日公開
- 『まぼろし城』 : 監督蒲生順一、原作高垣眸、主演和田孝、製作日本テレビ放送網、1960年10月5日 - 1961年4月26日放映（連続テレビ映画）

- 『大江戸喧嘩まつり』 : 企画神戸由美、監督山崎大助、原作瀬戸口寅雄、主演里見浩太郎、製作東映京都撮影所、配給第二東映、1961年1月15日公開 - 村松道平とともに脚本
- 『若殿千両肌』 : 企画神戸由美、監督山下耕作、原作森達二郎、主演沢村訥升、製作東映京都撮影所、配給東映、1961年1月21日公開 - 浜川博美・安田猛人とともに脚本、65分の上映用プリントをNFCが所蔵[7]
- 『大学武勇伝』 : 企画秋田亨、監督相野田悟、主演松方弘樹、製作東映東京撮影所、配給ニュー東映、1961年3月15日公開
- 『花ざかり七色娘』 : 企画秋田亨、監督日高繁明、原作高崎三郎・緑川士郎、主演小宮光江、製作東映東京撮影所、配給東映、1961年3月21日公開
- 『腕まくり七色娘』 : 企画秋田亨、監督日高繁明、原作高崎三郎・緑川士郎、主演小宮光江、製作東映東京撮影所、配給東映、1961年5月17日公開
- 『眠狂四郎』 : 監督蒲生順一、原作柴田錬三郎、主演江見俊太郎、製作日本テレビ放送網、1961年7月6日 - 同年9月28日放映（連続テレビ映画）
- 『気まぐれ鴉』 : 企画神戸由美・石井寛治、監督小野登、主演山城新伍、製作東映京都撮影所、配給ニュー東映、1961年9月6日公開 - 脚本、64分の原版が現存・東映チャンネルが放映[37]
- 『旅がらす花嫁勝負』 : 企画神戸由美・石井寛治、監督小野登、主演品川隆二、製作東映京都撮影所、配給東映、1961年10月7日公開 - 脚本、65分の原版が現存・東映チャンネルが放映[38]
- 『薬湯』 : 監督津田昭、原作有吉佐和子、主演大木実、製作日本テレビ放送網、1961年10月26日放映（テレビ映画）
- 『義士江戸日記』 : 監督津田昭、主演天野新二、製作日本テレビ放送網、1961年12月14日放映（テレビ映画）
- 『阿部一族』 : 監督津田昭、原作森鷗外、主演市川小太夫、製作日本テレビ放送網、1961年12月21日放映（テレビ映画）

- 『地方記者』第8回 : 監督不明、主演小山田宗徳、製作日本テレビ放送網、1962年3月1日放映（テレビ映画・日産劇場）
- 『黄門社長漫遊記』 : 企画根津昇・大賀義文、監督小石栄一、原作東謙作、主演高倉健、製作東映東京撮影所、配給東映、1962年4月4日公開 - 脚本、86分の原版が現存・東映チャンネルが放映[39]
- 『七人の刑事』第36回『現場不在証明』 : 監督西村邦房、主演菅原謙二、製作TBSテレビ、1962年6月16日放映（テレビ映画）
- 『特別機動捜査隊』 : 主演波島進、製作東映テレビプロダクション、企画日本教育テレビ（連続テレビ映画）
  - 第38回『欲望の海』 : 監督不明、1962年7月11日放映（テレビ映画）
  - 第42回『恐怖の新婚旅行』 : 監督不明、1962年8月8日放映（テレビ映画）
- 『銀の河』 : 監督佐伯清、原作水上勉、主演北村和夫、製作日本教育テレビ、1962年8月31日放映（テレビ映画・ミステリーベスト21）
- 『続 地方記者』第3回『休刊日の記者達』 : 監督不明、主演小山田宗徳、製作日本テレビ放送網、1962年9月15日放映（テレビ映画・日産劇場）
- 『ヘッドライト』第4回 : 監督関川秀雄、主演中山昭二、製作東映テレビ部、監修日本テレビ放送網、1962年10月25日放映（テレビ映画）

- 『特別機動捜査隊』第63回『初笑い贋小判騒動』 : 監督今村農夫也、主演波島進、製作東映テレビプロダクション、企画日本教育テレビ、1963年1月2日放映（テレビ映画）
- 『特別機動捜査隊の夕べ』 : 演出不明、主演波島進、司会トップ・ライト、製作東映テレビプロダクション、企画日本教育テレビ、1963年1月23日放映（特別公開企画番組）
- 『若い台風』 : 監督柳生六彌、主演深見宏、製作東映 / 日本教育テレビ、1963年1月29日 - 同年7月23日放映（連続テレビ映画）
- 『第八空挺部隊 壮烈鬼隊長』 : 企画、監督小林恒夫、主演南広、製作東映東京撮影所、配給東映、1963年2月6日公開 - 押川正士とともに脚本
- 『特別機動捜査隊』第70回『背信』 : 監督不明、主演波島進、製作東映テレビプロダクション、企画日本教育テレビ、1963年2月27日放映（テレビ映画）
- 『特別機動捜査隊』 : 企画川崎修美、監督太田浩児、主演千葉真一、製作東映東京撮影所、配給東映、1963年3月31日公開 - 脚本、60分の原版が現存・東映チャンネルが放映[40]
- 『ダイヤル110番』第295回『空白の十三時間』 : 監督不明、主演山形勲、製作日本テレビ放送網、1963年5月12日放映（テレビ映画）
- 『特別機動捜査隊』 : 主演波島進、製作東映テレビプロダクション、企画日本教育テレビ（連続テレビ映画）
  - 第82回『慾望』 : 監督不明、1963年5月22日放映（テレビ映画）
  - 第85回『出来心』 : 監督松島稔、1963年6月12日放映（テレビ映画）
  - 第92回『歪んだ太陽』 : 監督大岡紀、1963年7月31日放映（テレビ映画）
  - 第94回『十八年』 : 監督石川義寛、1963年8月14日放映（テレビ映画）
  - 第100回『愛の真実』 : 監督小川貴智雄、1963年9月25日放映（テレビ映画）
  - 第103回『煙りの町』 : 監督不明、1963年10月16日放映（テレビ映画）
  - 第106回『欲の決算』 : 監督不明、1963年11月6日放映（テレビ映画）
  - 第111回『のれん』 : 監督大岡紀、1963年12月11日放映（テレビ映画）
- 『なりひら小僧』 : 監督不明、原作山中貞雄、主演北上弥太朗、製作TBSテレビ、1963年6月28日放映（テレビ映画・近鉄金曜劇場）
- 『七人の刑事』第96回『消えたバカンス』 : 監督西村邦房、主演堀雄二、製作TBSテレビ、1963年8月1日放映（テレビ映画）
- 『捨てうり勘兵衛』 : 監督森伊千雄、原作村上浪六、主演安井昌二、製作TBSテレビ、1963年10月11日放映（テレビ映画・近鉄金曜劇場）
- 『赤穂から来た浪人』 : 監督河野和平、主演三橋達也、製作日本テレビ放送網、1963年12月14日放映（テレビ映画・日産スター劇場） - 原作（『義士江戸日記』のリメイク）および新井典とともに脚本

- 『戦友』 : 原作川内康範、主演生井健夫、製作東映テレビプロダクション、企画日本教育テレビ（連続テレビ映画）
  - 第15回『母と兵隊』 : 監督不明、1964年1月7日放映（テレビ映画）
  - 第16回『嵐の中の若い顔』 : 監督不明、1964年1月14日放映（テレビ映画）
  - 第17回『望郷の歌』 : 監督不明、1964年1月21日放映（テレビ映画）
  - 第23回『突撃命令』 : 監督不明、1964年3月3日放映（テレビ映画）
  - 第25回『落日』 : 監督不明、1964年3月17日放映（テレビ映画）
- 『特別機動捜査隊』 : 主演波島進、製作東映テレビプロダクション、企画日本教育テレビ（連続テレビ映画）
  - 第114回『東京の三十六時間』 : 監督松島稔、1964年1月1日放映（テレビ映画）
  - 第119回『満員電車』 : 監督今村農夫也、1964年2月5日放映（テレビ映画）
  - 第122回『ひったくり』 : 監督松島稔、1964年2月26日放映（テレビ映画）
  - 第134回『黒い花』 : 監督大岡紀、1964年5月20日放映（テレビ映画） - 高岡恵悟とともに脚本
  - 第138回『献身』 : 監督北村秀敏、1964年6月17日放映（テレビ映画） - 吉岡昭二とともに脚本
  - 第143回『叙勲』 : 監督土屋蔵三、1964年7月22日放映（テレビ映画）
  - 第154回『東京0米地帯 前篇』 : 監督松島稔、1964年10月7日放映（テレビ映画）
  - 第155回『東京0米地帯 後篇』 : 監督松島稔、1964年10月14日放映（テレビ映画）
  - 第166回『善意の街』 : 監督中村経美、1964年12月30日放映（テレビ映画）
- 『特命諜報207』 : 監督石川義寛、原作川内康範、主演田口計、製作東映テレビプロダクション・日本教育テレビ、1964年6月16日 - 同年11月17日放映（連続テレビ映画）
- 『悪魔のようなすてきな奴』 : 監督鈴木敏郎・今村農夫也、原作松浦健郎、主演高城丈二、製作東映テレビプロダクション・日本教育テレビ、1964年10月1日 - 1965年4月1日放映（連続テレビ映画） - 松浦健郎・今村文人とともに各回で脚本
- 『七年目半の浮気』 : 監督池田善人、原作山田豊、主演池内淳子、製作日本テレビ放送網、1964年10月10日放映（テレビ映画・日産スター劇場）
- 『俺も義士だ』 : 監督野末和夫、主演丹波哲郎、製作日本テレビ放送網、1964年12月12日放映（テレビ映画・日産スター劇場） - 高岡恵悟とともに脚本

- 『特別機動捜査隊』 : 主演波島進、製作東映テレビプロダクション・日本教育テレビ（連続テレビ映画）
  - 第172回『寒い道』 : 監督大岡紀、1965年2月10日放映（テレビ映画）
  - 第177回『若い刑事』 : 監督北村秀敏、1965年3月17日放映（テレビ映画）
  - 第191回『やくざ』 : 監督田中秀夫、1965年6月23日放映（テレビ映画）
  - 第199回『再会』 : 監督奥中惇夫、出演高城淳一、1965年8月18日放映（テレビ映画）
  - 第204回『ある鍵っ子』 : 監督今村農夫也、1965年9月22日放映（テレビ映画）
  - 第218回『小雪空』 : 監督不明、1965年12月29日放映（テレビ映画）
- 『おれは宴会屋』 : 監督川上衆司、主演有島一郎、製作日本テレビ放送網、1965年5月1日放映（テレビ映画・日産スター劇場） - 菅野昭彦とともに脚本
- 『奥様はトップレディ』 : 監督池田善人、原作源氏鶏太、主演白川由美、製作日本テレビ放送網、1965年6月26日放映（テレビ映画・日産スター劇場）
- 『空手三四郎』 : 監督松島稔・今村農夫也・北村秀敏、原作陣出達朗、主演亀石征一郎、製作東映テレビプロダクション・日本教育テレビ、1965年9月3日 - 1966年2月25日放映（テレビ映画） - 七条門・元持栄美とともに各回で脚本
- 『悪の紋章』 : 原作橋本忍、主演天知茂、製作東映テレビプロダクション・日本教育テレビ、1965年10月7日 - 1966年3月31日放映（連続テレビ映画）
  - 第13話 : 監督永野靖忠
  - 第14話 : 監督永野靖忠
  - 第16話 : 監督鈴木敏郎
  - 第21話 : 監督鈴木敏郎
  - 第22話 : 監督北村秀敏
  - 第23話 : 監督北村秀敏
  - 第26話 : 監督鈴木敏郎
- 『ダイヤル119・出動せよ』 : 製作日本テレビ放送網、1965年11月2日 - 1966年2月22日放映（連続テレビ映画）
  - 第9話『非常階段』 : 監督不明
  - 第12話『輪禍』 : 監督戸木啓八

- 『幸福を売る女』 : 監督川上衆司、主演白川由美、製作日本テレビ放送網、1966年3月5日放映（テレビ映画・日産スター劇場）
- 『特別機動捜査隊』 : 主演波島進、製作東映テレビプロダクション・日本教育テレビ（連続テレビ映画）
  - 第232回『大噴煙』 : 監督不明、出演太田博之、1966年4月6日放映（テレビ映画）
  - 第233回『続・大噴煙』 : 監督不明、出演太田博之、1966年4月13日放映（テレビ映画）
  - 第234回『故郷は美くし』 : 監督不明、出演勝部演之、1966年4月20日放映（テレビ映画）
  - 第266回『日曜日の死角』 : 監督大岡紀、1966年11月30日放映（テレビ映画）
- 『嵐のなかでさよなら』 : 監督永野靖忠、主演高城丈二、製作日本教育テレビ、1966年4月24日 - 同年10月16日放映（テレビ映画） - 今村文人とともに脚本

- 『白い巨塔』 : 監督関川秀雄・永野靖忠、原作山崎豊子、主演佐藤慶、製作東映テレビプロダクション・日本教育テレビ、1967年4月8日 - 同年9月29日放映（連続テレビ映画） - 今村文人とともに脚本
- 『特別機動捜査隊』 : 主演波島進、製作東映テレビプロダクション・日本教育テレビ（連続テレビ映画）
  - 第300回『蟷螂のような女』 : 監督不明、1967年7月26日放映（テレビ映画）
  - 第304回『私が悪かった』 : 監督不明、1967年8月23日放映（テレビ映画）
  - 第312回『恋人よ!さよなら』 : 監督不明、1967年10月18日放映（テレビ映画）
  - 第321回『八人の女』 : 監督天野利彦、1967年12月20日放映（テレビ映画）
  - 第344回『光る愛の海』 : 監督不明、1968年5月29日放映（テレビ映画）
  - 第346回『若者の橋』 : 監督不明、出演村上不二夫、1968年6月12日放映（テレビ映画）
- 『平四郎危機一発』 : 原案双葉十三郎・南部圭之助、主演石坂浩二、製作TBSテレビ、1967年10月7日 - 1968年3月30日放映（連続テレビ映画）
  - 第1回 : 監督内川清一郎、1967年10月7日放映（テレビ映画）
  - 第2回 : 監督内川清一郎、1967年10月14日放映（テレビ映画）
  - 第3回 : 監督内川清一郎、1967年10月21日放映（テレビ映画）
- 『野次馬がいく』 : 主演松方弘樹・里見浩太郎・浅野順子、製作日本教育テレビ・東映京都テレビプロダクション（連続テレビ映画）
  - 第8回『泣くな!大親分』 : 監督佐々木康、1967年11月23日放映（テレビ映画）
  - 第19回『許せ!裏切り』 : 監督荒井岱志、1968年2月8日放映（テレビ映画）
  - 第23回『こらえろ!親馬鹿』 : 監督荒井岱志、1968年3月7日放映（テレビ映画）

- 『ローンウルフ 一匹狼』第16回『喪服の女』 : 監督加島昭、製作日本教育テレビ・東映、1968年1月30日放映（テレビ映画） - 松山威とともに脚本
- 『日本剣客伝』第3話『上泉伊勢守』 : 監督竹本弘一、原作池波正太郎、主演長門勇、製作東映 / 日本教育テレビ、1968年5月29日 - 同年6月19日放映（連続テレビ映画）
- 『37階の男』第7回 : 監督古川卓己、原作松浦健郎、主演中丸忠雄、製作宝塚映画製作所・東宝・日本テレビ放送網、1968年9月8日放映（テレビ映画） - 松浦健郎とともに脚本
- 『プレイガール』 : 主演沢たまき、製作東映東京制作所・東京12チャンネル
  - 第8回『悪魔は女のどこに棲む』 : 監督山田稔、1969年5月26日放映（テレビ映画）
  - 第23回『くれない追撃作戦』 : 監督伊賀山正光、1969年9月8日放映（テレビ映画）
- 『花と狼』第1回・第2回 : 監督工藤栄一、主演伊吹吾郎、製作東映 / フジテレビジョン、1969年10月9日 - 同年12月25日放映（連続テレビ映画）
- 『プロフェッショナル』第10回『一獲千金を夢みる女』 : 監督松島稔、製作TBS・NMC、1969年12月7日放映（テレビ映画）
- 『怪奇ロマン劇場』第22回『呪われた唇』 : 監督竜伸之介、主演高橋俊行、製作東映・日本教育テレビ、1969年12月13日放映（テレビ映画）

### 1970年代
- 『ゴールドアイ』 : 製作日本テレビ放送網・東映、1970年2月6日 - 同年8月7日放映 - 脚本（担当話・副題不明）
- 『新兄弟仁義』 : 企画俊藤浩滋・西川幸男・矢部恒、監督佐伯清、原作藤原審爾、主演北島三郎、製作東映東京撮影所、配給東映、1970年4月10日公開 - 脚本、88分の原版が現存・2011年東映ビデオがDVD発売[5][10]
- 『遊侠列伝』 : 企画俊藤浩滋・日下部五朗、監督小沢茂弘、主演高倉健、製作東映京都撮影所、配給東映、1970年7月4日公開 - 脚本、97分の原版が現存・東映チャンネルが放映。
- 『博徒仁義 盃』 : 企画俊藤浩滋・橋本慶一・佐藤雅夫、監督佐伯清、主演菅原文太、製作東映京都撮影所、配給東映、1970年8月28日公開 - 脚本、87分の原版が現存・東映チャンネルが放映。
- 『昭和残侠伝 死んで貰います』 : 企画俊藤浩滋・吉田達、監督マキノ雅弘、助監督澤井信一郎、主演高倉健、製作東映東京撮影所、配給東映、1970年9月22日公開 - 脚本、92分の原版が現存・2017年東映ビデオがDVD発売[5][10]

- 『現代やくざ 盃返します』 : 企画俊藤浩滋・矢部恒、監督佐伯清、原作村上和彦、主演菅原文太、製作東映東京撮影所、配給東映、1971年4月3日公開 - 脚本、86分の原版が現存・東映チャンネルが放映。
- 『緋牡丹博徒 お命戴きます』 : 企画俊藤浩滋・日下部五朗、監督加藤泰、主演藤純子、製作東映京都撮影所、配給東映、1971年6月1日公開 - 鈴木則文・加藤泰とともに脚本、93分の原版が現存・2011年東映ビデオがDVD発売[5][10]
- 『尼寺博徒』 : 企画吉峰甲子夫、監督村山新治、主演野川由美子、製作東映東京撮影所、配給東映、1971年9月7日公開 - 脚本、87分の原版が現存・東映チャンネルが放映。
- 『新網走番外地 吹雪の大脱走』 : 企画俊藤浩滋・矢部恒・寺西国光、監督降旗康男、原案伊藤一、主演高倉健、製作東映東京撮影所、配給東映、1971年12月29日公開 - 降旗康男とともに脚本、106分の原版が現存・2009年東映ビデオがDVD発売[5][10]

- 『大江戸捜査網II』 : 主演杉良太郎、製作日活・東京12チャンネル、1972年3月25日 - 1973年3月17日放映（連続テレビ映画）
  - 第20話 : 監督磯見忠彦
  - 第22話 : 監督磯見忠彦
  - 第29話 : 監督西山正輝
- 『さすらいの狼』 : 主演中村錦之助、製作東映・日本教育テレビ、1972年4月5日 - 同年9月27日放映（連続テレビ映画）
  - 第3話『竜と少年』 : 監督竜伸之介、1972年4月19日放映
  - 第7話『竜と峠とじゃのめ傘』 : 監督土居通芳、1972年5月17日放映
- 『世なおし奉行』 : 主演片岡千恵蔵、製作東映・日本教育テレビ（連続テレビ映画）
  - 第6話『二つの脅迫状』 : 監督井沢雅彦、1972年5月11日放映
  - 第24話『幽霊小判』 : 監督松尾正武、1972年9月14日放映
- 『大江戸捜査網』第19回・通算第149回『消えた死美人』 : 監督江崎実生、主演里見浩太朗、製作三船プロダクション・東京12チャンネル、1974年7月27日放映（テレビ映画） - 五条貴士とともに脚本

## ビブリオグラフィ
国立国会図書館蔵書等にみる単著あるいは記事・論文・掲載シナリオ等の書誌である。

### 単著
- 『甲府勤番控帳 ろくでなし挽歌』、林ひさお、別冊エース・ファイブ・コミックス、サン企画、1975年7月25日発行 - 原作
  - 復刻 : 別冊エース・ファイブ・コミックス、オハヨー出版、発行年不詳 - 原作

### 記事・論文・掲載シナリオ
- 「スタッフ特写『いのちぼうにふろう』の小林組」小沢茂弘・大和久守正 : 『キネマ旬報』第528号通巻1342号所収、キネマ旬報社、1970年7月発行、p.115-117.
- 「シナリオ 昭和残侠伝 死んで貰います」マキノ雅弘・大和久守正 : 『映画芸術』第18巻第10号通巻278号所収、編集プロダクション映芸、1970年12月発行、p.95-109.
- 特集1『緋牡丹博徒 お命戴きます』賛否論争「シナリオ 緋牡丹博徒 お命戴きます」加藤泰・大和久守正・鈴木則文 : 『映画芸術』第19巻第7号通巻285号所収、編集プロダクション映芸、1971年7月発行、p.99-114.